# Astragalus chlorostachys
Astragalus chlorostachys är en ärtväxtart som beskrevs av John Lindley. Astragalus chlorostachys ingår i släktet vedlar, och familjen ärtväxter. Inga underarter finns listade i Catalogue of Life.